# 055型导弹驱逐舰
055型导弹驱逐舰是中国人民解放军海军现役的第四代导弹驱逐舰。由中国船舶重工集团701研究所设计、江南造船厂与大连船舶重工承建。055型导弹驱逐舰采用全燃联合动力、射頻综合集成及舰载通用垂直发射系统，是除航空母舰和两栖攻击舰級別外，二战後亚洲建造的吨位最大的水面舰艇。此型舰的服役标志着中国驱逐舰已经跻身于全球先进军舰的行列，055型导弹驱逐舰亦有充足的空間進行動力與武器的升級，如高空反導系統和超远程雷達等大型装备的升级正在逐步推進。
鉴于其万吨以上的排水量、强大火力及可充当旗舰的远洋性能，美国国防部（DoD）和国防部长办公室（OSD）在其2017年的白皮书中将055型划分为巡洋舰，北約代號为“刃海级巡洋舰”。英國智庫「皇家聯合三軍研究所」研究员贾斯汀·布隆克（英語：Justin Bronk）在其撰寫的報告中說，其吨位已属于其他國家的巡洋艦。BBC的报道描述到，055型导弹驱逐舰“其排水量和能力优于美國海軍提康德羅加級巡洋艦”。

## 研制

### 首次研制终止
海军党委提交中央军委《关于建造远洋护航舰船的建议》的报告。1968年2月，七院根据此报告，向有关单位下达了055型舰技战术指标和方案论证的任务，确定设计代号为“055”。
1970年6月，周恩来总理对大型导弹驱逐舰研制任务作出批示：
同意。大型导弹驱逐舰（055）的作战任务，如只在近海，可以对海对空为主，兼顾反潜，如有出洋任务（远洋航行）似宜在反潜的武器配套上再多加考虑。妥否请酌。
同年8月，军委决定055大型导弹驱逐舰以上海市为主进行研制。9月，成立由四三七厂、北海舰队和七〇一所参加的055三结合研制组，开始了该型舰的研制工作。
1974年7月，国防工办决定由海军组织对055型舰进行补充论证，三结合人员暂回原单位。1974年2月至翌年1月，055型舰补充论证会在北京举行。1976年3月，国务院、中央军委以国发〔1976〕19号文批复研制055大型导弹驱逐舰。同年7月，成立了055型舰协调领导小组及办公室，负责处理有关日常工作。
鉴于中国研制的柴燃动力装置无法满足055型舰的战术技术要求，从1978年10月至1979年11月，中国与英国R.R公司、瑞典卡米瓦公司就引进055型舰用的燃气轮机和可调桨及轴系进行多次合同谈判，中方曾两次派员赴英国、瑞典实地考察。合同谈判因价格等方面的因素，动力系统引进未获得成功，055型舰的研制工作处于逐渐迟滞状态，1989年被西方制裁后就完全终止。
055型舰第一次研制工作有始无终，中国船舶工业总公司、中国人民解放军海军装备技术部在1992年编纂的《驱逐舰史料集》中提到，有三方面原因：055型舰缺乏系统的论证基础而仓促上马，致使该型舰的总体方案频繁变化，技术状态无所适从（前后共有50余个总体方案）；力求先进的主观愿望、过高要求，给装备和设备的研制带来巨大的困难；055型舰确定任务时正值“文化大革命”动乱时期，研制工作步履艰辛。概括而论，无论从经济实力、工业基础，还是从科技水平、组织管理，当时的国情都不具备研制大型导弹驱逐舰的能力。
此书提到此型舰的研制在海军装备发展上仍具有一定的意义：始由该型舰探索从国外引进关键设备——舰用大功率燃气轮机，在80年代研制的052型舰上得以实现；部分为055型舰安排的研制设备，也在052等新型舰艇上得到采用；一些曾探讨和研究过的技术方案推动了新一代舰船的研制进程。

### 第二次研制
进入21世纪后，055型导弹驱逐舰再次立项，但尚不知道新055是全新的计划还是首次终止的研制的重启，是否运用了首次研制所储备的技术也不得而知。
2014年初网上曾多次曝光武汉市一處陸上基地大型艦上层艦橋建筑，有隐身外型被推測與055的研發過程有關，並得到環球時報等官媒的引用但語意模糊。
2017年6月28日，南昌舰在江南造船厂下水。拉萨舰于2018年4月28日在江南造船厂下水。继南昌舰和拉萨舰在江南造船厂下水后，大连舰和延安舰于2018年7月3日同时在大连船舶重工下水，进行下一步的舾装工程。
据英国《简氏防务周刊》网站2018年3月14日报道，卫星照片显示，中国正在建造第六艘055型导弹驱逐舰，首个模块已经在2018年1月份成型。

## 服役
2018年7月24日，拉萨市民政局证实一艘055型导弹驱逐舰将被命名为拉萨舰。2021年3月2日055型驱逐舰102拉萨舰入列中国人民解放军海军。
2019年4月23日，第一艘055型导弹驱逐舰101南昌舰接受海上阅兵式检阅。2020年1月12日，055型导弹驱逐舰101南昌舰正式入列中国人民解放军海军，舰长周明辉、政委陈维工出席仪式。
2021年3月20日，据日本共同社东京报道，日本防卫省统合幕僚监部19日发布消息称：“发现南昌舰等共3艘舰艇从对马海峡驶向日本海。”
2021年4月23日，105号“大连舰”入列南海舰队/南部战区海军，是南海舰队/南部战区海军的首艘055型驱逐舰；媒体报道，“大连”舰政委张向晖大校，他曾任首艘052D型驱逐舰“昆明舰”（舷号172，2014年3月入列）政委。
2021年8月23日，一艘055型萬噸驅逐艦「南昌艦」、一艘052D型飛彈驅逐艦「貴陽艦」、一艘艦隊級綜合補給艦「可可西里」號，以及一艘815A型電子情報偵察艦在阿留申群島海岸附近的國際水域实行「自由航行」权利。
2022年2月12日，055型驱逐舰“拉萨”舰在黄海进行连续8天的海上训练，完成导弹攻击、对海火炮攻击、对潜搜索与攻击等多课目，证实了稍晚交付的“拉萨”舰已形成了战斗力。
2022年4月，时值美国“林肯”号航母战斗群在11日通过南海、东海，从对马海峡进入日本海，4艘055型万吨级大驱在黄海、东海共同举行军事演习，证实“无锡”号（舷号104）和“鞍山”号（舷号103）已入役。4月19日，“人民海军”官方微博介绍水面舰艇部队中的短片中出现了最新一艘055型驱逐舰的画面，舷号104；8月31日，媒体报道了104舰“无锡号”海上训练的照片。
2023年4月21日，“央视军事”微博公布了108号舰“咸阳舰”的视频画面，显示其已入列并“外出执行任务”；同时央视播出了记者实时走访南海舰队舰艇的视频画面，107号舰“遵义舰”在内。
2025年1月初，解放军海军9舰编队开赴南海海域进行演练，编队包括2艘055型106号“延安”舰、107号“遵义”舰，2艘052D型173号“长沙”舰、175号“银川”舰，2艘052C型170号“兰州”舰、171号“海口”舰及至少3艘054A型573号“柳州”舰、574号“三亚”舰、575号“岳阳”舰。
2025年2月2日，解放军海军107号“遵义”舰、054A型568号“衡阳”舰及903型887号“微山湖”舰组成编队，驶入苏禄海后，再经巴西兰海峡驶向太平洋。随后在距离澳大利亚悉尼150海里的国际水域航行。同月21日，舰队在澳大利亚与新西兰之间的塔斯曼海举行实弹演习。

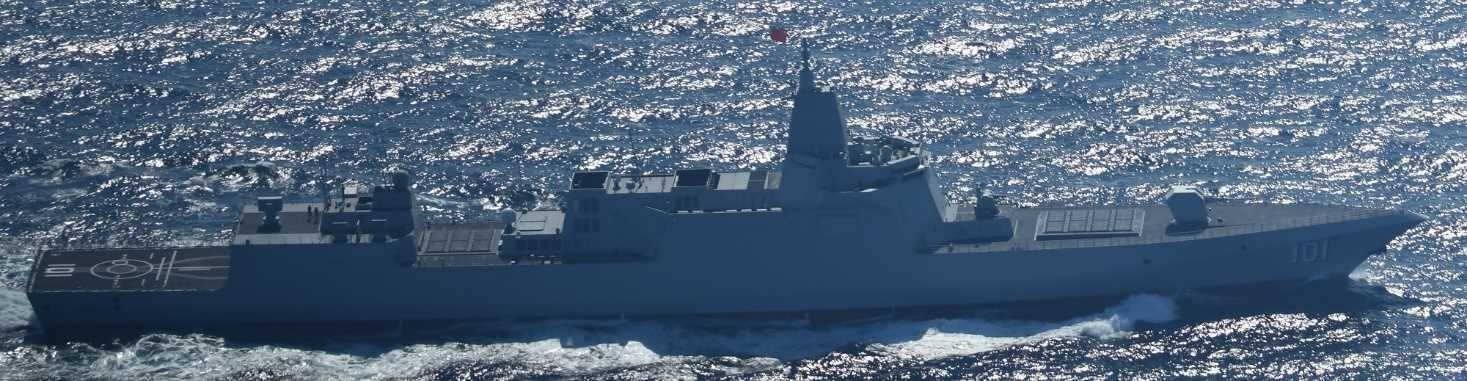
摄于2021年3月25日，从日本海返航中的南昌舰，该舰曾于3月18日穿对马海峡赴日本海训练，也是南昌舰自2020年入列后首次赴日本海。
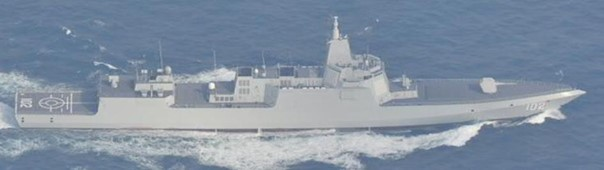
摄于2022年12月14日，正穿越鹿儿岛以南大隅海峡东进的拉萨舰。
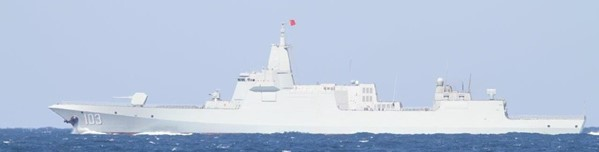
摄于2023年4月8日，赴日本海演练后穿越对马海峡返航东海的鞍山舰。